# Aukje de Jong
Aukje de Jong, ook wel Aukje Karsemeijer–de Jong (Amsterdam, 26 maart 1921 – Hilversum, 24 december 2002) was een Nederlands lyrisch sopraan.
Ze kreeg haar opleiding van Kees Smulders en Aaltje Noordewier-Reddingius. Ze trad daarna op als soliste bij oratoria en was af en toe op de radio te horen. In 1954 kreeg ze de eerste prijs vernoemd naar Aaltje Noordewier, toebedeeld  tijdens het eerste Internationale Vocalistenconcours in Den Bosch. Ze was toen al een jaar of tien bezig met zingen, voornamelijk in Het Gooi. en zoals in 1944 in Hotel Krasnapolsky.
Ze trad ook op binnen het schnabbelcircuit, zoals blijkt uit een optreden op een personeelsavond samen met Pierre Palla, Herman Emmink en Wim Verhagen . Haar stem is bewaard gebleven middels enkele schaarse opnamen. Ook is er beeldmateriaal bewaard gebleven van Capito en Reich mir die Hand, mein Leben, twee duetten met Herman Emmink; de eerste lichte muziek, de tweede klassieke muziek.
Ze trouwde in de muzikale familie van Rudolf Karsemeijer en Lex Karsemeijer. Dochter Ilona en zoon Erik gingen eveneens de muziek(-therapie) in.